# MercedesCup 2021
MercedesCup 2021 — тенісний турнір, що проходив на трав'яних кортах у місті Штутгарт (Німеччина) з 7 по 13 червня. Належав до категорії ATP 250, був турніром серії Stuttgart Open 2021 року.

## Фінальна частина

### Одиночний розряд
Марин Чилич —  Фелікс Оже-Аліассім 7–6(7–2), 6–3

### Парний розряд
Марсело Демолінер /  Сантьяго Гонсалес —  Аріель Беар /  Ґонсало Ескобар 4–6, 6–3, [10–8]